# رابرت آردری
رابرت اردری (انگلیسی: Robert Ardrey; ۱۶ اکتبر ۱۹۰۸ – ۱۴ ژانویهٔ ۱۹۸۰) نویسنده، فیلم‌نامه‌نویس، نمایشنامه نویس اهل ایالات متحده آمریکا بود.
وی همچنین برندهٔ جوایزی همچون کمک‌هزینه گوگنهایم شده‌است.